# Савинский элеватор
Савинский элеватор (укр. Савинський елеватор) — предприятие пищевой промышленности в посёлке городского типа Савинцы Балаклейского района Харьковской области.

## История
Предприятие было создано в 1977 году в результате объединения созданного в 1968 году на базе конторы "Заготзерно" хлебоприёмного пункта и построенного в 1977 году зернового элеватора.
После провозглашения независимости Украины элеватор перешёл в ведение министерства сельского хозяйства и продовольствия Украины.
В марте 1995 года Верховная Рада Украины внесла элеватор в перечень предприятий, приватизация которых запрещена в связи с их общегосударственным значением.
После создания в августе 1996 года государственной акционерной компании "Хлеб Украины" элеватор стал дочерним предприятием ГАК "Хлеб Украины".
2005 год элеватор завершил с чистой прибылью 533 тыс. гривен.
По состоянию на 2008 год ёмкость элеватора составляла 153 тыс. тонн.
После создания 11 августа 2010 года Государственной продовольственно-зерновой корпорации Украины элеватор был включён в состав предприятий ГПЗКУ.
По состоянию на 2015 год, Савинский элеватор входил в число крупнейших хлебоприемных предприятий Украины.

## Современное состояние
Основными функциями предприятия являются хранение и переработка зерновых культур (пшеницы, кукурузы, ячменя, семян рапса и семян подсолнечника). Элеватор официально сертифицирован в качестве зернохранилища, которое может использоваться в качестве одного из мест хранения зерна государственных продовольственных резервов Украины.
Емкость элеватора составляет 146,5 тыс. тонн (в том числе элеваторная - 144 тыс. тонн и складская - 2,5 тыс. тонн).